# Wayne Evans
Wayne Evans (Abermule, Gales; 25 de agosto de 1971 – West Chester, Pensilvania; 2 de julio de 2023) fue un futbolista y entrenador británico de fútbol que jugó en la posición de defensa. En Rochdale, Evans fue conocido por los aficionados por el apodo de Evo. Otros lo llamaban Wanners.

## Carrera

### Equipos
| Periodo   | Club                      |
| --------- | ------------------------- |
| 1992–1993 | Welshpool Town FC         |
| 1993–1999 | Walsall FC                |
| 1999–2005 | Rochdale AFC              |
| 2005–2006 | Kidderminster Harriers FC |
| 2007      | Welshpool Town FC         |
| 2011      | Newtown AFC               |

### Tras el retiro
En 2011 tuvo su retiro oficial cuando fue fichado por el Newtown AFC para jugar un partido de la Premier League de Gales el 1 de enero de 2011 ante el entonces campeón The New Saints FC. Luego de retirarse se mudaría a Estados Unidos y abriría una escuela de fútbol en Pensilvania. Un año después se mudaría a Nueva Escocia en Canadá para continuar con su carrera como entrenador juvenil y posteriormente sería entrenador de divisiones menores del Shrewsbury Town.

## Muerte
Evans murió el 2 de julio de 2023 en West Chester, Pensilvania por un ataque cardíaco a los 51 años.